# Ридж, Софи
Софи Арабелла Ридж (англ. Sophy Arabella Ridge; род. 17 октября 1984, Ричмонд-апон-Темс, Большой Лондон) — британская журналистка. С 2017 года является ведущей ток-шоу Sophy Ridge on Sunday на телеканале Sky News.

## Ранний период жизни
Родилась 17 октября 1984 года в Ричмонд-апон-Темс, Лондон, Англия, в семье учителей. У Ридж есть младший брат. Получила среднее образование в школе Tiffin Girls' School в Лондоне. В 16 лет прошла практику в газете Richmond and Twickenham Times.
В 2006 году окончила Сент-Эдмунд-холл, колледж Оксфордского университета, со степенью бакалавра второго класса по английской литературе. В университете писала для газеты The Oxford Student, а на последнем курсе прошла практику в газете News of the World.

## Карьера
В 1990-х Ридж была диктором в агентстве Hobson's International.
В 2007 году Ридж работала репортёром-стажёром в News of the World. В 2009 году, после завершения стажировки, она работала корреспондентом по делам потребителей. Затем в 2011 году стала политической корреспонденткой телеканала Sky News. В 2015 году стала старшим политическим корреспондентом.
В 2017 году Ридж стала ведущей собственного шоу Sophy Ridge on Sunday. В том же году она выпустила свою первую научно-популярную книгу The Women Who Shaped Politics, в которой обсуждался вклад женщин в британскую политику.

## Награды
В 2012 году Ридж стала победительницей в категории 30 to Watch по версии фирмы MHP Communications. В 2013 году попала в шорт-лист премии «Молодой журналист года» Королевского телевизионного общества. В 2016 году она получила награду «Журналист года в области телерадиовещания» на церемонии вручения премии Words by Women.

## Личная жизнь
Ридж описывает себя как феминистку. С мая 2021 года по март 2022 года она была в отпуске по беременности и родам.